# Delftsche Aardewerk fabriek De Rijzende Hoop
Delftsche Aardewerk fabriek De Rijzende Hoop, te Arnhem fabriceerde in de periode 1915 tot en met 1922 vooral Jacoba inmaakpotten en goedkoop aardewerk met imitaties van bestaande decors.

## Geschiedenis
De fabriek was gevestigd in een pand aan de Amsterdamscheweg 208A. De fabriek werd rond 1915 gesticht door Adrianus Alblas (Delft, 12 februari 1878 - Oosterbeek, 21 oktober 1928). In 1916 was aardewerk van hem te zien op de expositie van de Larensche Kunsthandel.
Op 21 juli 1916 werd de N.V. Delftsch Aardewerkfabriek „De Rijzende Hoop", gevestigd te Arnhem, officieel opgericht. Op de Tentoonstelling van Handel en Nijverheid van augustus 1918 in Arnhem was de fabriek met haar producten vertegenwoordigd. In 1918 werd de fabriek uitgebreid met een extra oven en kleiopslag,. Omdat de vraag naar dit type aardewerk teleurstellend was, moest de fabriek na een faillissement eind 1922 sluiten. Er werd nog gepoogd een doorstart te maken met een andere vennoot, maar in 1925 kwam een definitief einde. In het pand vestigde zich in 1924 de plateelbakkerij Ram.
Hoewel de productietijd gering was worden nog steeds(2020) op allerlei veilingen producten aangeboden (o.a. online Catawiki).